# Покшивна (Лодзинське воєводство)
Покшивна (пол. Pokrzywna) — село в Польщі, у гміні Рава-Мазовецька Равського повіту Лодзинського воєводства.
Населення — 183 особи (2011).
У 1975-1998 роках село належало до Скерневицького воєводства.

## Демографія
Демографічна структура станом на 31 березня 2011 року:
|          | Загалом | Допрацездатний вік | Працездатний вік | Постпрацездатний вік |
| -------- | ------- | ------------------ | ---------------- | -------------------- |
| Чоловіки | 86      | 15                 | 59               | 12                   |
| Жінки    | 97      | 18                 | 47               | 32                   |
| Разом    | 183     | 33                 | 106              | 44                   |